# Folkvett

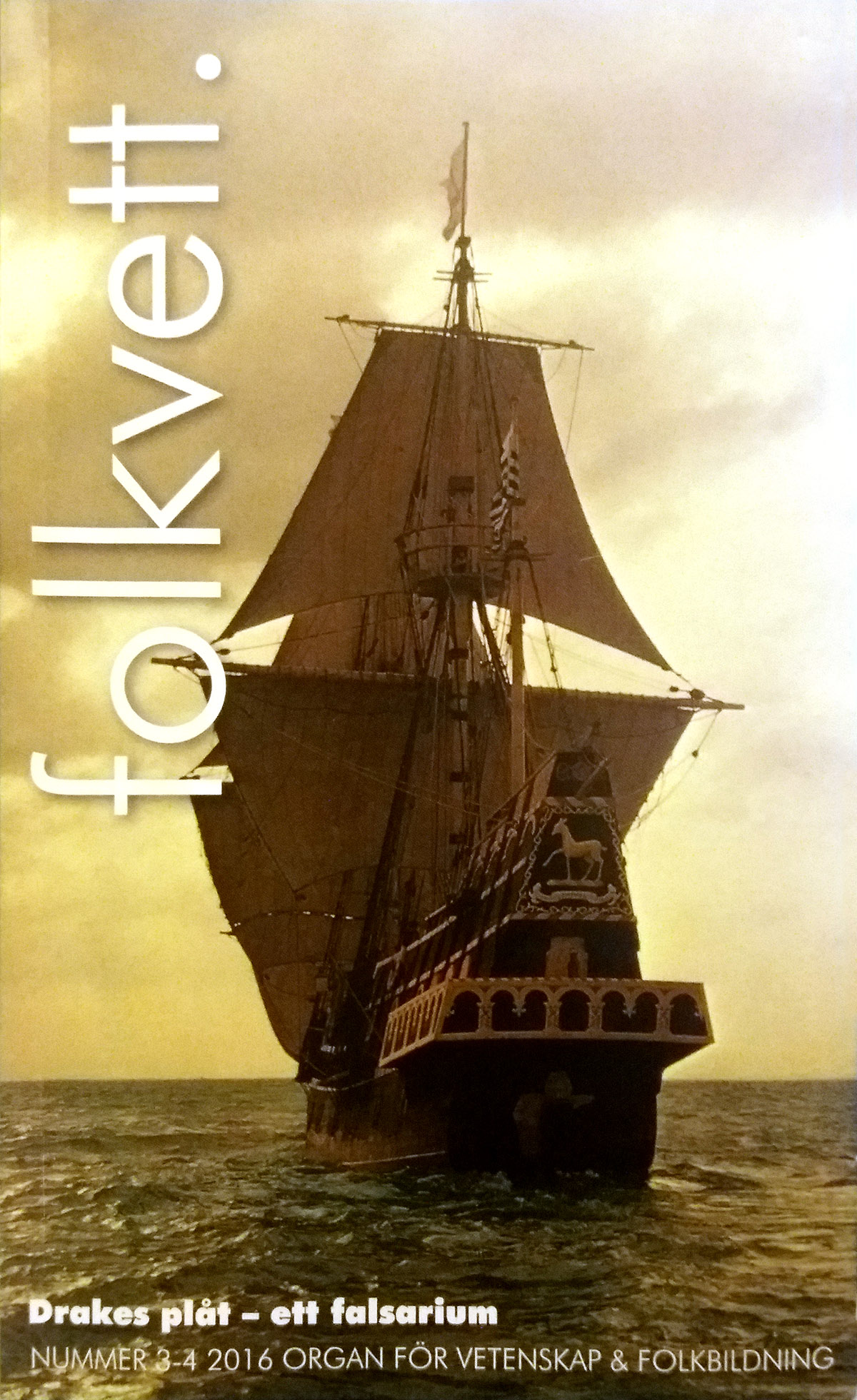
Folkvett 2016:3-4

Folkvett är en svensk tidskrift, som utges av föreningen Vetenskap och Folkbildning. Den började ges ut 1983 och publiceras med fyra nummer årligen.
Ansvarig utgivare är Sven Ove Hansson och han ingår i redaktionen tillsammans med Dan Katz, Lotten Kalenius, Per Schillander, Alexandra Snellman och Maria Wold-Troell. Tidskriften skickas ut till medlemmarna i föreningen Vetenskap och Folkbildning men det går även att teckna prenumeration på den utan att vara medlem.
Folkvett är en skeptisk tidskrift i samma anda som Skeptical Inquirer och Skeptic. Den ges ut som ett led i föreningens strävan att "främja folkbildning om vetenskapens metoder och resultat".
Exempel på ämnen som behandlas är alternativmedicin, intelligent design, myter och New Age. Referat från olika evenemang och mässor där Vetenskap och Folkbildning har deltagit förekommer också, samt intervjuer, bokrecensioner och notiser. Från och med nummer 2017:3 utges Folkvett både i tryckt och digital version. Samtliga nummer sedan 1983 är fritt tillgängliga digitalt.